# Ісмаїл Мохаммад
Ісмаїл Мохаммад (араб. إسماعيل محمد, нар. 5 квітня 1990, Доха) — катарський футболіст, нападник клубу «Аль-Духаїль» і національної збірної Катару.

## Клубна кар'єра
У футболі дебютував 2011 року виступами за команду «Аль-Духаїль», кольори якої захищає й донині.

## Виступи за збірну
2013 року дебютував в офіційних матчах у складі національної збірної Катару.
У складі збірної був учасником кубка Азії з футболу 2015 року в Австралії, чемпіонату світу 2022 року у Катарі.
| Дата       | Місто            | Господарі         | Результат               | Гості          | Турнір                                          | Голи | Примітки |
| ---------- | ---------------- | ----------------- | ----------------------- | -------------- | ----------------------------------------------- | ---- | -------- |
| 21-12-2013 | Доха             | Катар             | 1 – 1                   | Бахрейн        | товариський матч                                | -    | 46'      |
| 25-12-2013 | Доха             | Катар             | 0 – 6                   | Палестина      | Чемпіонат Зах. Азії - 1-й етап                  | -    | 79'      |
| 27-12-2014 | Доха             | Катар             | 3 – 0                   | Естонія        | товариський матч                                | 1    |          |
| 11-1-2015  | Канберра         | ОАЕ               | 4 – 1                   | Катар          | Кубок Азії з футболу 2015                       | -    | 63'      |
| 15-1-2015  | Сідней           | Катар             | 0 – 1                   | Іран           | Кубок Азії з футболу 2015                       | -    | 60'      |
| 29-11-2019 | Доха             | Ємен              | 0 – 6                   | Катар          | Кубок націй 2019 - 1-й етап                     | -    |          |
| 5-12-2019  | Ель-Вакра        | Саудівська Аравія | 1 – 0                   | Катар          | Кубок націй 2019 - півфінал                     | -    | 74'      |
| 13-11-2020 | Гартберг         | Коста-Рика        | 1 – 1                   | Катар          | товариський матч                                | -    | 90+3'    |
| 17-11-2020 | Марія-Енцерсдорф | Катар             | 1 – 2                   | Південна Корея | товариський матч                                | -    | 87'      |
| 3-6-2021   | Доха             | Індія             | 0 – 1                   | Катар          | Відбір до ЧС 2022                               | -    | 79'      |
| 7-6-2021   | Доха             | Оман              | 0 – 1                   | Катар          | Відбір до ЧС 2022                               | -    | 35'      |
| 11-11-2021 | Белград          | Сербія            | 4 – 0                   | Катар          | товариський матч                                | -    | 61'      |
| 30-11-2021 | Ель-Хаур         | Катар             | 1 – 0                   | Бахрейн        | Кубок арабських націй 2021 - 1-й етап           | -    | 90+3'    |
| 6-12-2021  | Ель-Хаур         | Катар             | 3 – 0                   | Ірак           | Кубок арабських націй 2021 - 1-й етап           | -    |          |
| 10-12-2021 | Ель-Хаур         | Катар             | 5 – 0                   | ОАЕ            | Кубок арабських націй 2021 - чвертьфінал        | -    |          |
| 15-12-2021 | Доха             | Катар             | 1 – 2                   | Алжир          | Кубок арабських націй 2021 - півфінал           | -    |          |
| 18-12-2021 | Доха             | Єгипет            | 0 – 0 д.ч. (4 – 5 п.п.) | Катар          | Кубок арабських націй 2021 - матч за 3-тє місце | -    | 79'      |
| 26-3-2022  | Ер-Райян         | Катар             | 2 – 1                   | Болгарія       | товариський матч                                | -    | 74'      |
| 29-3-2022  | Ер-Райян         | Катар             | 0 – 0                   | Словенія       | товариський матч                                | -    | 61'      |
| 23-9-2022  | Відень           | Катар             | 0 – 2                   | Канада         | товариський матч                                | -    | 46'      |
| 27-9-2022  | Відень           | Катар             | 2 – 2                   | Чилі           | товариський матч                                | -    | 50'      |
| Усього     |                  | Матчів            | 21                      |                | Голів                                           | 1    |          |

## Титули і досягнення
- Чемпіон Катару (7):

«Ад-Духаїль»: 2011-12, 2013-14, 2014-15, 2016-17, 2017-18, 2019-20, 2022-23
- Володар Кубку наслідного принца Катару (4):

«Ад-Духаїль»: 2013, 2015, 2018, 2023
- Володар Кубку Шейха Яссіма (2):

«Ад-Духаїль»: 2015, 2016
- Володар Кубку Еміра Катару (4):

«Ад-Духаїль»: 2016, 2018, 2019, 2022
- Володар Кубка зірок Катару (2):

«Ад-Духаїль»: 2022-23, 2024-25
- Чемпіон Федерації футболу Західної Азії (1):

Збірна Катару: 2014
- Володар Кубку націй Перської затоки з футболу (1):

Збірна Катару: 2014
- Володар Кубка Азії (1):

Збірна Катару: 2024